# Ernest M. Wilson
Ernest M. Wilson, född 24 juni 1885 i Göteborg, död okänt år, var en svensk-amerikansk målare tecknare och grafiker.
Efter en tids studier i Tyskland emigrerade Wilson till Amerika. Han studerade konst vid California Art Institute och Art Center School i Los Angeles samt privat för Carl Oscar Borg. Han studerade därefter vid University of California där han avlade en fil. kand.-examen. Han medverkade i ett flertal amerikanska samlingsutställningar bland annat Montana State Fair 1918–1920, Pomona County Fair 1922 och 1925, Santa Monica Artists Association 1946–1948, Santa Monica Library 1948–1950. Separat ställde han ut i Göteborg 1920 och 1932 samt på Los Angeles Museum of Art 1925 och 1930.      